# Unterheimbach
Unterheimbach ist ein Ortsteil von Bretzfeld im Hohenlohekreis im nördlichen Baden-Württemberg.

## Ortsgliederung
Zur ehemaligen Gemeinde Unterheimbach gehören das Dorf Unterheimbach und der Weiler Herrenhölzle sowie die abgegangene Ortschaft Hagenawe.

## Geschichte
Die Gründung von Unterheimbach als Rodungssiedlung im hohen Mittelalter steht in Zusammenhang mit den niederadeligen und seit 1253 belegten Herren von Heimberg, die hier begütert waren und westlich des Ortes auf dem Heimberg (Schloßbuckel) die Burg Heimberg (auch Burg Hellmat genannt)  besaßen. Ab 1277 wird auch eine Burg Neuheimberg erwähnt, bei der es sich möglicherweise um die Burg auf dem Schloßbuckel oder aber um eine zweite Burg im Ort selbst handelt. Das älteste erhaltene schriftliche Zeugnis zum Ort selbst stammt aus dem Jahr 1300. Er gehörte zum Besitz der Herren von Heimberg, den sie jedoch teilweise früh veräußerten, darunter die 1334 bereits als Burgstall bezeichnete Burg Neuenheimberg, die damals teilweise von der Witwe Heinrichs von Böckingen an das Haus Hohenlohe kam. Auch das Kloster Otterberg war im Ort begütert. Nach dem Aussterben der von Heimberg im Jahr 1344 kam deren Besitz an verschiedene Erben, darunter die Fürderer von Waldeck, die von Tanne und die von Neuenstein. 1439 wird ein Burgstall Altenheimberg erwähnt, so dass, falls es je zwei Burgen gegeben haben sollte, zu diesem Zeitpunkt beide bereits abgegangen waren.
Ein Dorfgericht wurde in Unterheimbach bereits 1386 erwähnt, ein Schultheiß im Jahr 1491. Vogtei, Gericht und Grundbesitz am Ort kamen ab dem späten 15. Jahrhundert zu bedeutenden Teilen an das Haus Hohenlohe und die Herren von Gemmingen auf Maienfels, die die Herrschaft nach längeren Streitigkeiten im Jahr 1564 in 7/9 Hohenlohe und 2/9 Gemmingen aufteilten. Hohenlohe erhielt dabei die gesamte Hochgerichtsbarkeit. Der Anteil von Hohenlohe kam bei der Erbteilung des Hauses 1553 an Hohenlohe-Waldenburg und darin zum Amt Adolzfurt. Die Hohenlohe und die Gemmingen erließen 1629 eine gemeinsame Dorfordnung. Unterheimbach war durch die Jahrhunderte landwirtschaftlich geprägt, außer dem Ackerbau spielte der seit 1537 bezeugte Weinbau eine nennenswerte Rolle, ab dem 19. Jahrhundert auch die damals stark intensivierte Forstwirtschaft im Wald, der zwei Drittel der Gemarkungsfläche ausmacht.
Als die Unabhängigkeit der Hohenlohe 1806 aufgrund des Reichsdeputationshauptschlusses endete, kam auch Unterheimbach zum Königreich Württemberg und dort zuerst an das Oberamt Öhringen, aus dem es 1811 ausgegliedert und dem Oberamt Weinsberg zugeordnet wurde. Die Einwohnerschaft, die bereits im späten 17. Jahrhundert rund 300 Personen betragen hatte, wuchs von 1806 bis 1843 weiter von 683 auf 843 Personen an, stagnierte dann bis 1871 und ging dann durch Ab- und Auswanderung bis 1910 auf 572 Personen zurück.

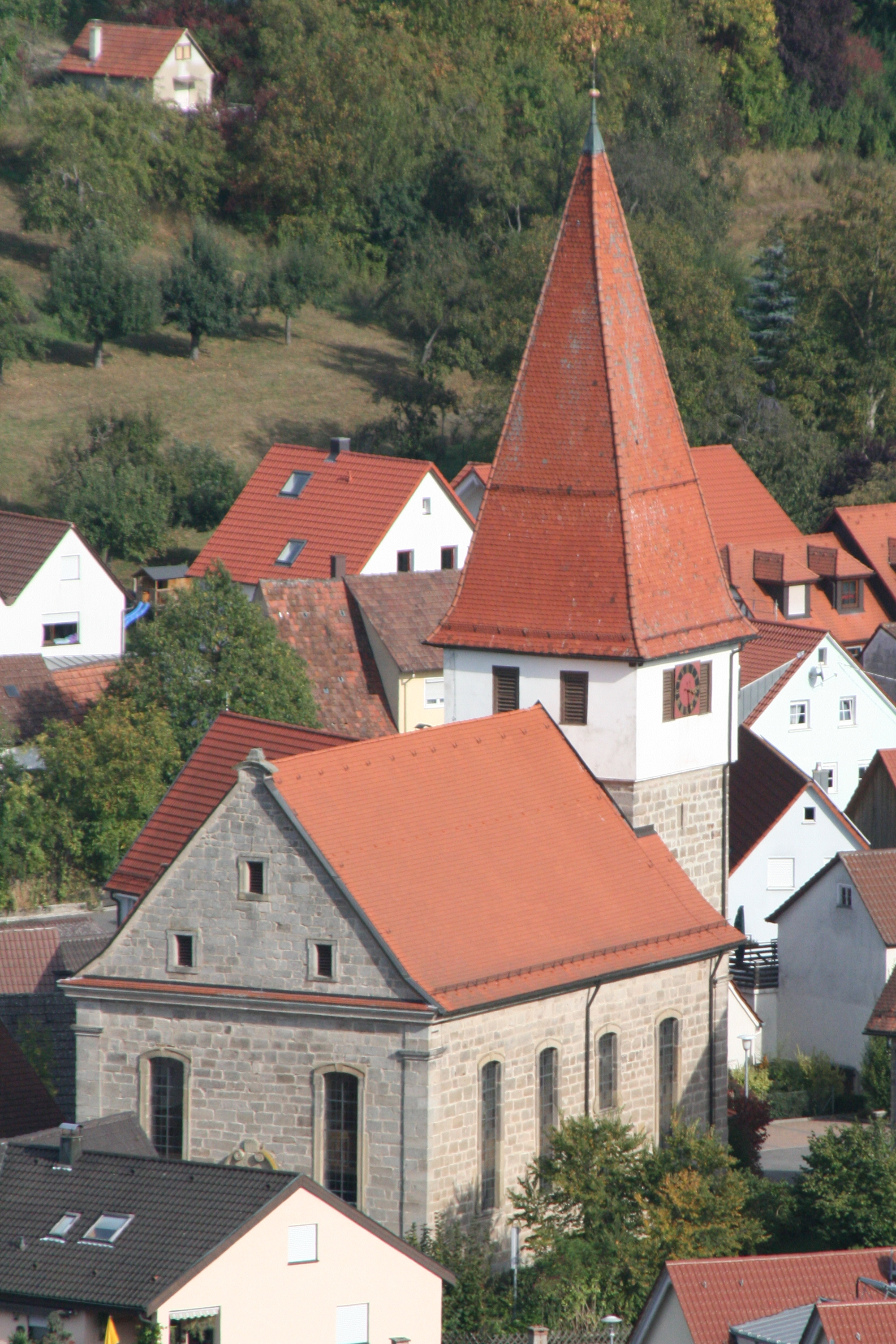
Die evangelische Pfarrkirche St. Georg und Nikolaus

Mit der Auflösung des Oberamts Weinsberg 1926 folgte die Rückgliederung an das Öhringer Oberamt (ab 1938: Landkreis Öhringen). Nach dem Zweiten Weltkrieg stieg die Einwohnerzahl durch die Aufnahme von Vertriebenen aus Rumänien, Ungarn und der Tschechoslowakei von 635 Personen im Jahr 1939 auf rund 770 Personen im Jahr 1946 an. Diese Einwohnerzahl blieb bis in die 1960er Jahre stabil, auch wenn der Anteil der Vertriebenen darunter wieder rasch sank.
Die Kreisreform 1973 führte zur Zugehörigkeit der Gemeinde zum Hohenlohekreis. Am 1. Januar 1975 erfolgte der Zusammenschluss von Adolzfurt, Bitzfeld, Bretzfeld, Dimbach, Geddelsbach, Scheppach, Schwabbach, Siebeneich, Unterheimbach und Waldbach zur neuen Gemeinde Bretzfeld.

## Religionen
Die Kirche in Unterheimbach wurde im Jahr 1300 erstmals erwähnt und könnte möglicherweise schon 1146 von den Grafen von Calw an das Kloster Hirsau geschenkt worden sein. Der Kirchensatz gehörte im Jahr 1300 dem Kloster Lichtenstern, das im 14. und 15. Jahrhundert auch die Pfarrer einsetzte. Das Patronatsrecht kam im Zuge der Reformation an Württemberg, 1563 dann im Tausch an Hohenlohe. Die Gemeinde war bis ins 20. Jahrhundert fast rein protestantisch geprägt. Die heutige evangelische Kirchengemeinde Unterheimbach gehört zum Kirchenbezirk Weinsberg-Neuenstadt der Evangelischen Landeskirche in Württemberg.
Eine größere katholische Gemeinde entstand erst durch den Zuzug von Vertriebenen aus traditionell katholischen Ländern nach dem Zweiten Weltkrieg. Die Katholiken wurden bis 1955/56 von Pfedelbach aus betreut, seitdem von Bretzfeld aus.

## Wappen
Die Blasonierung des ehemaligen Gemeindewappens lautet: In Blau ein rot bedachtes silbernes Haus.

## Sehenswürdigkeiten
- Die Unterheimbacher evangelische Pfarrkirche St. Georg und Nikolaus war zunächst eine gotische Chorturmkirche, deren Schiff im Jahr 1621 und bereits wieder 1757 einem Neubau Platz machen musste. Diese letzte Fassung hat bis heute Bestand: ein geschlossener Turmchor, genutzt als Sakristei, und die so genannte Markgräfler Wand, eine Kombination aus Kanzelaltar und Orgelempore als östlicher Abschluss des Kirchenraumes, dazu eine dreiseitige Empore mit Barock-Brüstungsgemälden. Die Orgel des 19. Jahrhunderts thront nicht mehr über der Kanzel, sondern steht auf der Westempore. Das Deckengemälde Himmelfahrt von 1952 in barockem Stuckrahmen im Kirchenschiff stammt von Professor Rudolf Yelin d. J.[7]
- Im Ort sind außerdem mehrere historische Fachwerkgebäude erhalten.